# Canal 3 (Diego de Almagro)
El canal 3 de Diego de Almagro es una canal de televisión abierta chileno que emite desde la ciudad de Diego de Almagro, en la región de Atacama. Actualmente, cuenta con equipamiento de grabación digitalizada, trabajo con programación importada, y cuenta con oficinas de posproducción para trabajos propios, como reportajes y microdocumentales, entre otros.
El canal es de propiedad municipal y funciona gracias a recursos públicos. Fue fundado en 1995 por el entonces alcalde Hernán Páez, quien estaba interesado en difundir las noticias locales a través de un canal de televisión.
De entre su programación se encuentran segmentos de dibujos animados en la mañana, noticias al mediodía, cultura en la tarde y posteriormente noticias locales y cine en la noche.
- Datos: Q5746423